# Kia Clarus
Kia Clarus, je automobil střední třídy vyráběný společností Kia Motors. Začal se vyrábět v roce 1995 a výroba byla ukončena v roce 2001, kdy byl nahrazen modelem Kia Magentis. Je postaven na platformě, kterou sdílí s vozem Mazda 626.